# 케이크를 먹게 하세요

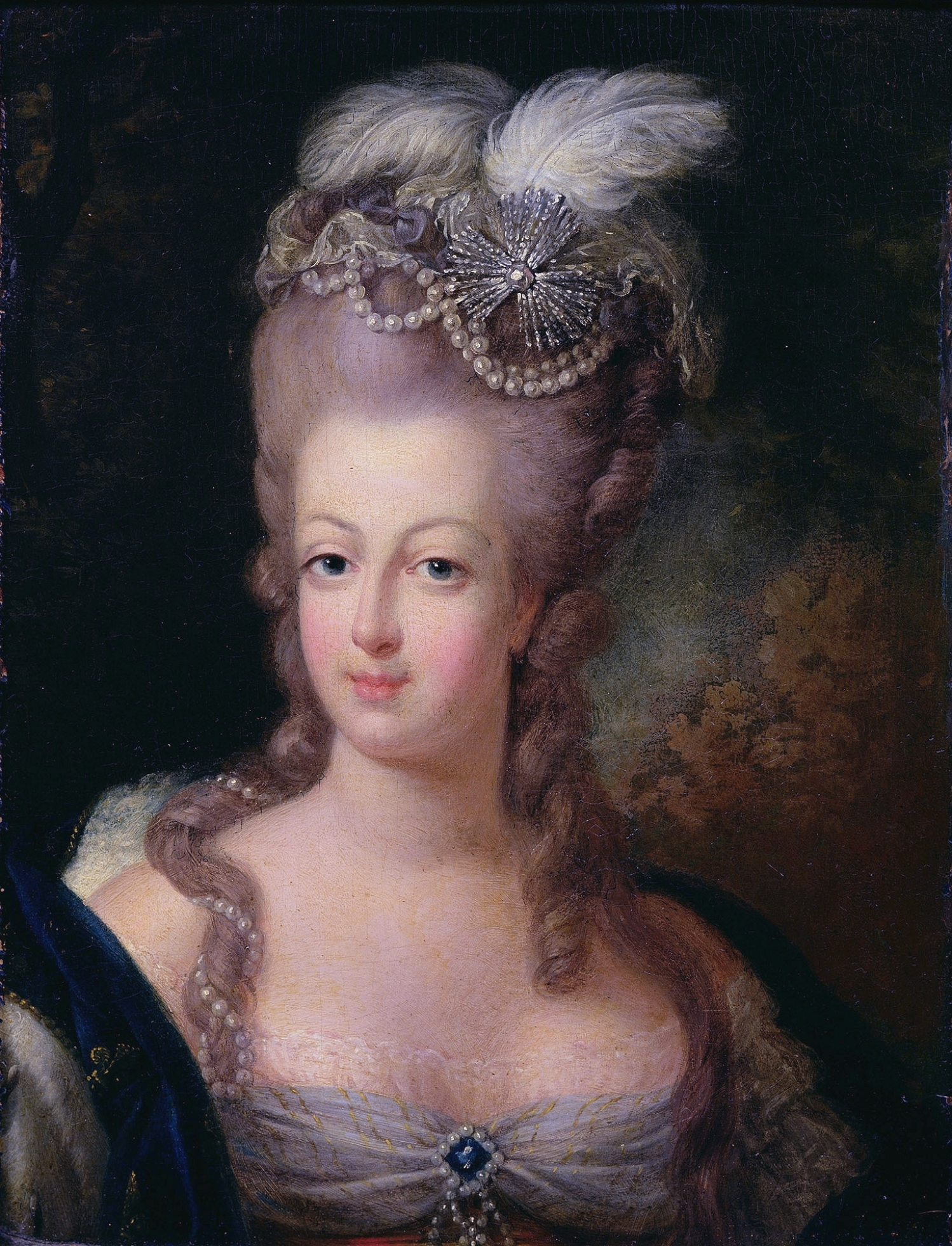
마리 앙투와네트가 이 말을 했다고 잘못 알려져있다

"케이크를 먹게 하세요"는 프랑스어 "Qu'ils mangent de la brioche!"의 번역이다. 영어로는 “Let them eat cake”로 번역되었고, 그 영향으로 한국어와 일본어에서도 “케이크”로 번역되고 있다. 이 말은 “한 지체높은 공주(왕비를 의미할 수도 있음)”가 농민들에게 빵이 없다는 사실을 듣고 한 말이라고 한다. 브리오슈(brioche)는 버터와 달걀을 넣어 맛을 돋운 고급 빵이기 때문에, 이 말은 그 공주가 백성들을 무시했거나, 기본적인 주식이 없는 것은 공급이 모자라서가 아니고 가난 때문이라는 사실조차 전혀 이해하지 못 했다는 것을 보여 준다.

흔히 마리 앙투와네트 왕비가 이 말을 한 것으로 알려져 있지만, 앙투와네트가 이 말을 했다는 기록은 없다. 이 말은 장자크 루소의 (처음 여섯 권이 마리 앙투와네트가 9살이었던 1765년에 씌여지고 1782년에 발간된) 자서전인 고백록에 나온다. 그 부분의 문맥은 자신이 훔쳐 온 포도주와 같이 먹을 빵이 좀 있었으면 좋겠다는 것이었는데, 보통 빵집에 들어가기에는 자신의 옷차림이 너무 우아하다고 느꼈고, 그래서 그는 “어느 지체높은 공주”가 한 말을 떠올렸다. 그는 제 6권에 다음과 같이 썼다:

Enfin je me rappelai le pis-aller d’une grande princesse à qui l’on disait que les paysans n’avaient pas de pain, et qui répondit : Qu’ils mangent de la brioche.
드디어 나는 한 지체높은 공주가 제안했던 임시방편을 기억해 냈다. 사람들이 그 공주에게 “농민들에게 빵이 없다”고 말하니, 그 공주는 “브리오슈(brioche)를 먹게 하세요”라고 대답했다.

루소는 그 “지체높은 공주”의 이름을 적지 않고 있으며, 이 이야기 자체를 지어낸 것일 수도 있다. 고백록 자체가 그다지 믿을만한 자서전이 아니기 때문이다.

## 이 말을 한 사람
이 말은 마리 앙투와네트가 자신의 남편인 루이 16세의 재위 기간 중 프랑스에 기근이 발생했을 때 발언한 것이라는 주장이 있었다. 전국적으로 빵이 부족해 국민들이 고통을 받고 있다는 소식을 전해 듣고, 앙투와네트는 “그러면, 브리오슈를 먹게 하세요”라고 대답했다는 것이다. 비록 프랑스 혁명 기간에 군주제를 반대하던 사람들이 이 사건을 인용하지는 않았지만, 혁명을 지지하던 역사가들이 당시의 프랑스 상류층의 무관심과 이기심을 드러내 보이길 원했기 때문에, 이 사건은 그 이후의 역사에서 큰 상징적 중요성을 얻었다. 앙투와네트의 전기 작가 중 한 명의 기록에 따르면, 이 말은 아주 인용하기에 유용했는데, “프랑스 농민과 노동 계급의 주식은 빵이었고, 수입의 5 퍼센트를 연료에 쓴 데 비해 빵에는 절반이나 썼으며, 빵에 대한 모든 주제는 국민의 지극한 관심거리였기” 때문이었다는 것이다.

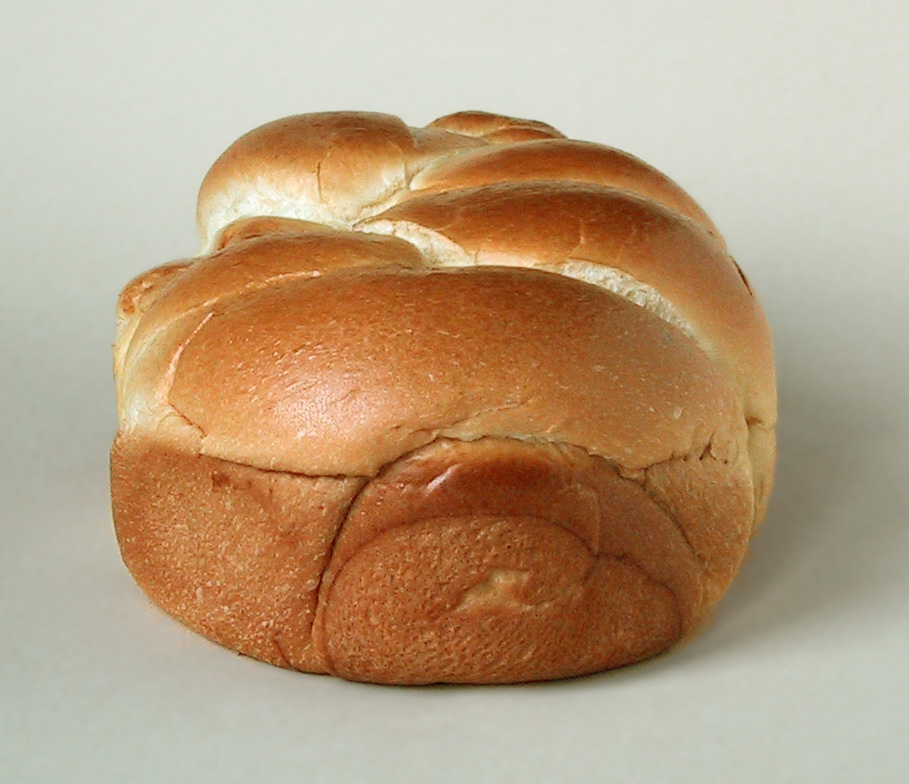
이 프랑스어 문구에 쓰인 brioche

하지만, 마리 앙투와네트 왕비가 이 말을 했다는 증거는 없다. 월간지 "Les Guêpes"의 1843년 3월호에서 Alphonse Karr가 최초로 마리 앙투와네트가 이 말을 했다고 주장했다. 마리 앙투와네트가 이 말을 했다는 데에 대한 다른 반대 의견들은 앙투와네트의 성격, 프랑스 왕족 내부에서 나온 증언, 그리고 이 말이 기원한 날짜에 근거를 둔 것들이다. 예를 들면, 앙투와네트의 영어판 전기 작가인, Antonia Fraser는 2002년에 다음과 같이 썼다:
이 말은 앙투와네트 100년 전의 루이 14세의 왕비였던 마리 테레즈가 한 말이다. 이 말은 차갑고도 무지한 발언이었지만, 마리 앙투와네트는 차갑지도, 무지하지도 않았다.

마리 앙투와네트가 이 말을 했다는 것은 신빙성도 아주 적다. Fraser는 이 말을 루이 14세의 왕비가 했다는 증거로, 루이 18세의 비망록을 들었는데, 루소가 고백록이 씌여졌을 때 루이 18세는 고작 14살이었고, 루이 18세의 비망록은 한참 후에 출판되었다. 루이 18세는 자신의 설명에서 마리 앙투와네트를 언급하지 않지만, 이 말은 오래된 전설이었고 왕가 사람들은 1660년대에 루이 14세와 결혼한 스페인 공주가 한 말이라고 늘 믿었었다고 서술한다. 그러므로, 루이 18세도 다른 사람들과 마찬가지로 루소의 원문의 빠른 확산과 왜곡에 의해 자신의 기억에 영향을 받았을 것이다.
Fraser는 자신이 쓴 전기에서, 앙투와네트는 아낌없이 자선을 행했으며, 가난한 자들의 고생을 접했을 때 슬퍼했었기 때문에, 이 말은 앙투와네트의 성격에 맞지 않는다고 지적한다. 따라서 마리 앙투와네트가 이 말을 했을 가능성은 희박하다.
두 번째 이유는 루이 16세의 재위 기간 동안 실제로 기근이 없었고, 단지 빵이 심각하게 부족했던 시기가 단 두 번 있었는데, 그 중 처음이 1775년 4~5월로 루이 16세가 즉위하기 (1775년 6월 11일) 이전이었으며, 그 다음이 프랑스 혁명이 일어나기 한 해 전인 1788년이었다는 것이다. 1775년의 빵 부족은 프랑스 남부, 동부, 서부에서 밀가루 전쟁(la guerre des farines)이라고 당시에 이름붙여진 연속된 폭동을 발발시켰다. 당시 마리 앙투와네트가 오스트리아에 있는 친정에 보낸 편지를 보면 “케이크를 먹게 하세요”와는 아주 다른 마음가짐을 보여 준다.

Il est assez certain qu'en voyant les gens qui nous traitent si bien malgré leur propre infortune, nous sommes plus obligés que quiconque de travailler dur pour leur bonheur. Le Roi semble comprendre cette vérité.
자신들이 불행한데도 저희에게 이렇게 잘 대해 주는 백성들을 보면, 저들의 행복을 위해서 누구보다도 더 힘들게 일해야 할 책임이 저희에게 있다는 것이 분명합니다. 전하께서도 이 사실을 이해하시는 듯 보이십니다.

마리 앙투와네트가 이 말을 했다고 하는 주장에는 시점과 관련된 문제점이 더 있는데, 이것이 쓰여졌을 때 앙투와네트는 아주 어렸을 뿐만 아니라 프랑스에 있지도 않았다는 것이다. 비록 1782년에 출판되었지만, 루소의 고백록은 1769년에 완성되었다. 마리 앙투와네트는 그 때 14살이었고, 1770년에서야 오스트리아에서 베르사이유로 왔다. 루소는 그 작품을 썼을 때 앙투와네트의 존재를 몰랐었기 때문에, 그가 언급한 “지체높은 공주”가 앙투와네트였을 수가 없다.
어떻게 이 말이 앙투와네트가 한 것이라고 알려지게 되었는지를 조사할 때, 프랑스 혁명 발발 전 마지막 몇 년 간 왕비의 인기가 점점 떨어지고 있었다는 것을 이해하는 것이 중요하다. 루이 16세와 결혼해 있던 기간 동안, 국민들에게는 앙투와네트가 경박한 것처럼 비쳤기 때문에 그 경박성과, 실제로 있었던 앙투와네트의 낭비벽은 프랑스의 심각한 재정 궁핍을 악화시키킨 원인으로 자주 언급되었었다. 앙투와네트가 오스트리아 출신이라는 점과 여자라는 점도, 국정에서 외국인에 대한 배척과 남성 중심 문화가 큰 구실을 하고 있었던 프랑스에서는 역시 큰 원인이 되었다. 사실, 많은 반군주제주의자들은 (사실이 아닌데도) 마리 앙투와네트 혼자서 프랑스의 재정을 망쳤다고 굳게 믿었기 때문에, 왕비에게 "축내는 부인 (Madame Déficit)”이라는 별명을 붙였다. 게다가, 반왕정주의자의 책자들은 왕가와 조신들을 과장, 지어낸 사건, 날조한 거짓말들로 공격하는 이야기와 기사들을 담고 있었다. 따라서, 왕과 왕비를 향한 불만과 분노가 그토록 강한 분위기였기 때문에, 불만을 가졌던 어떤 사람이 그 이야기를 지어내어 마치 마리 앙투와네트가 한 말인 것처럼 한 것일 가능성도 상당히 있다.
다른 한 가설은, 프랑스 혁명 후, 왕가의 공주들 중 이 공주, 저 공주가 말한 것으로 다르게 전해지다가, 앙투와네트가 실질적으로 베르사이유의 마지막 “지체높은 공주”였기 때문에 결국 마리 앙투와네트가 한 것으로 전설이 굳어졌다라는 것이다. 예를 들면, 이전에는 소피 공주와 빅투아르 공주라는 루이 15세의 두 딸들이 그 말을 했다고 하는 전설도 있었다.
1853년 소설 Ange Pitou에 작가 알렉상드르 뒤마는 마리 앙투와네트가 아꼈던 사람 중 한 명인 폴리냑 부인이 그 말을 했다고 적었다.

## 한국에서 언급되는 변형된 이야기
한국에서는 이 이야기의 변형으로 마리 앙투와네트가 "빵이 없으면 고기를 먹으면 되지 않느냐"고 말했다는 이야기도 널리 알려져 있다. 서유럽에서 서민들이 주식으로 먹던 일반 빵(pain)과 부자들이 먹던 고급 빵(brioche)의 역설 효과가 한국인에게는 잘 와 닿지 않는 점을 고려해서 한국인에게 익숙한 고급 음식인 고기를 사용해 역설 효과를 노린 변형일 수도 있고, 백성들이 굶어 죽고 있는 상황에서 고기 죽을 먹으면 되지 않는가라고 말했다는 서진의 황제 진 혜제 이야기와 섞인 변형일 수도 있다.

## 같이 보기
- 노블레스 오블리주

## 참고 문헌
- Barker, Nancy N., Let Them Eat Cake: The Mythical Marie Antoinette and the French Revolution, Historian, Summer 1993, 55:4:709.
- Campion-Vincent, Véronique and Shojaei Kawan, Christine, Marie-Antoinette et son célèbre dire : deux scénographies et deux siècles de désordres, trois niveaux de communication et trois modes accusatoires, Annales historiques de la Révolution française, 2002, p. 327